# 山岡久乃
山岡 久乃（やまおか ひさの、1926年〈大正15年〉8月27日 - 1999年〈平成11年〉2月15日）は、日本の女優。
東京府東京市大森区馬込生まれ。身長162cm、体重49kg。趣味は乗馬、手芸。特技はスキー。過去の出演作品については権利継承者である養女からオフィス天童に委任されている。生涯のテレビドラマ本数は400本以上にも上る。

## 来歴・人物

### 役者デビュー
1942年、33期生として宝塚音楽舞踊学校に入学。男役志望で清澄あきらの芸名も予定していたが、太平洋戦争が勃発・進展により劇団生活に限界を感じ、一度も舞台に立つことなく1944年に音楽学校を中途退学する。
終戦後改めて俳優座養成所で演技の勉強をし直し、1946年俳優座に正式入団。同年の『文化議員』で初舞台を踏む。初出演映画は1953年の『やっさもっさ』である。1954年には、同じ俳優座の準劇団員だった東恵美子、初井言榮らとともに劇団青年座を結成。その後、日活と専属契約を結び多くの映画に出演し、青年座創生期は屋台骨として劇団を支える。以来、舞台をはじめ映像分野でも幅広く活躍する総合女優として活躍した。
1956年、同じ青年座創立メンバーだった俳優の森塚敏と結婚するが、1971年に離婚した。離婚と同年、青年座を退団。その後は終世独身を通した。

### テレビの世界へ
脇役を中心に、多くのテレビドラマに出演する傍ら、契約が切れる1960年代中盤まで日活の映画にも数多く出演した。1966年には、主演映画『こころの山脈』も公開され、女優としてステップアップしていった。
1970年の『ありがとう』で役者としての人気を決定付ける。ドラマは娘役の水前寺清子とのコンビが評判となり、視聴率50%を突破して「怪物ドラマ」と呼ばれた。この作品を契機に森光子や加藤治子や京塚昌子らとともに、白い割烹着が似合う「お母さん女優」としての地位を確立した。以後も山岡は多くのホームドラマで母親役を演じ続け、「日本のお母さん」として慕われた。
TBS火曜9時枠の連続ドラマには1972年10月～1973年9月の『みんなで7人』（この作品のみ9時30分からの放送）から1976年9月～1977年4月の『三男三女婿一匹（第1シリーズ）』まで、途切れることなく連続して出演している。このうち『みんなで7人』、『家族あわせ』（1974年10月〜1975年3月）、『いごこち満点』（1976年4月～9月）はトップクレジットの主演作で、『あんたがたどこさ（第1シリーズ）』（1973年10月～1974年3月）、『あんたがたどこさ（第2シリーズ）』（1975年4月～9月）、『三男三女婿一匹（第1シリーズ）』の3作は、森繁との夫婦役で森繁に次ぐ準主役での出演であった。

### ドラマ降板騒動について
1998年10月1日に放送されたテレビドラマ『渡る世間は鬼ばかり』第4シリーズ第1話において、山岡が演じる岡倉節子は「海外旅行中に心筋梗塞を起こし急死する」という設定で、遺影のみでの登場となった。第4シリーズから突然、主演が次女役の泉ピン子に代わり、視聴者からは「山岡が出ていなくて寂しい」「どうなってるんだ」といった投書が新聞社などに寄せられた。
これに対しTBSは、総胆管結石症の手術とその際に発見された肝機能障害のため山岡側から降板要請があった、という異例の降板説明会見を行った。会見では「山岡さん側から6月1日に送られてきた診断書を検討した結果、正式に出演は無理という判断に達しました。ああいう（急死の）形にしたことは山岡さんにも了解してもらっています」と説明があった。
第3シリーズ終了後、次シリーズへの出演拒否の意思を貫く山岡に対し、橋田や石井は何度も出演要請をしたり、橋田は手紙でも幾度も説得を試みたりしたが、山岡の意思は変わらなかった。これに対し橋田がTBSに「山岡さんなしではドラマが成り立たないので、もうこのドラマはやめましょう」と打ち切りの方針を伝えたが、人気番組となっているためTBSは納得せず、節子を死亡した設定にして脚本も作り変え、製作することとなった。最後のOPクレジットにおいては、第3シリーズ総集編が組まれた上にスタート時点で生存設定であった第4シリーズ第1話が、OPで山岡の名前が載った最後の回となった。ちなみに、山岡は第3シリーズ放送終了後、1997年国際演劇月参加作品東宝現代劇5・6月特別公演「渡る世間は鬼ばかり3」の舞台版まで岡倉節子役を演じており、岡倉節子役を最後に演じたのはテレビではなく、この舞台公演であった。1997年6月29日の国際演劇月参加作品東宝現代劇での公演が岡倉節子を演じた最後の公演である。
理由のはっきりしない山岡の突然の降板は、、世間では数々の臆測を呼び、民放各局のワイドショーや週刊誌などで報道された。節子役の「急死による降板」について、一部マスメディアからは「橋田の意見で節子を殺した」と強い言葉で報じられた。山岡の認知症発症説や山岡と橋田の確執説、山岡の橋田への報復説なども噂されることとなった。当時メディア出演が多くあった橋田が「（詳細は知らないながらも何かしらの）病気であることを知ってお見舞いに行こうとしたら（山岡の）事務所から断られた」、「山岡さんは私のことがよっぽどお嫌いなんでしょうね」などと山岡への不用意な発言を度々行ったことも騒動に火に油を注いだ。当時のことについて、橋田は後年のインタビュー記事で「確執なんて色々書かれたけれど誤解もいいところです。でも作家と女優の関係ですから、個人的なお付き合いはほとんどなかったんです。お互いの意見や思いは、プロデューサーの石井さんが取り次いでくれていました。が、（晩年の病気について）正しい情報が私に伝わって来なかったってことは言えると思います」と語った。

### 死去
1998年12月、自らが胆管癌を患っていることを告白し、同月15日に所属事務所を通じて山岡は「70年突っ走ってきてそろそろゆっくり歩いて行こうかと思っていた矢先に『癌』という最悪のシナリオを頂いてしまいました。ただ、幸いなことに、このシナリオには結末が書いてありません。私が自由に演じていいことになっているんですね。力が入りますよ。もう少し時間がかかると思いますが、しばらくこの女優の底力を見守ってください」というコメントを発表した。この発表を聞いた橋田もそれまでの自分の発言を悔い、神社へお百度参りし山岡の回復を祈ったという。
しかし、コメント発表から2ヶ月後の1999年2月15日午後10時02分、胆管癌による心不全のため神奈川県川崎市の病院で死去した。72歳没。
1998年1月6日に放送された、日本テレビ開局45周年記念ドラマ『嫁とり婿とり大騒動』への出演がテレビドラマにおける最後の出演となった。1998年2月の日生劇場での舞台『おもろい女』（森光子や芦屋雁之助らと共演）が山岡の生涯最後の仕事となり、黄疸を化粧で隠して病状が悪化するなか千秋楽まで演じきった映像が残されている。同年7月8月に芸術座で予定されていた単独座長公演『月の光』の舞台は踏めず、山岡の代役は親友の池内が務めた（のちに池内は『月の光』による演技で菊田一夫演劇大賞等を受賞した）。
なお、山岡の死去は各局のニュース速報でも流れ、連日のワイドショーなどでも大きく報道され一部スポーツ紙では一面トップ記事扱いにもなった。築地本願寺で行われた通夜・葬儀には、八千草薫、黒柳徹子、草笛光子、池内淳子、若尾文子、野村昭子、小林桂樹、高倉健、赤木春恵、京唄子、井上順、森繁久彌、植草克秀、吉村涼、えなりかずき、山田雅人、石坂浩二、角野卓造、泉ピン子、中田喜子、野村真美、藤田朋子、麻生美代子、橋田壽賀子、藤岡琢也、萬田久子、高橋由美子、東山紀之、麻丘めぐみ、水前寺清子、沢田雅美、東てる美、宇津井健、山本学、前田吟、三田村邦彦、山村聡、池部良、加藤治子、淡島千景、奈良岡朋子、佐野浅夫、篠田三郎、香川照之、船越英一郎、夏木陽介、和田アキ子、大鹿次代など、多くの俳優仲間・後輩が訪れ、一般の参列者も多く訪れた。「これだけ大物俳優・女優が揃う通夜・葬儀は珍しい」と評されるほどだった。
喪主は山岡の養女が務め、通夜・葬儀の演出は石井が担当し、葬儀の司会は井上順が担当、弔辞は森光子と長山藍子、蜷川幸雄が読んだ。棺の葬儀場入りの際は山岡の棺を乗せた車が1時間をかけて明治座、帝国劇場、芸術座をまわり、沿道には1万人のファンが集まった。戒名は「華徳院妙伎日久大姉」。山岡の遺体は渋谷区の代々幡斎場で荼毘に付された。墓地は東京都墨田区の法恩寺。
同年2月19日にTBSが放送した山岡の追悼番組は18.6%の視聴率を記録した。　　

## 逸話
面倒見が良く、事務所の掃除員やスタッフへ手料理を振舞うなど、気前も良かったために「お母さん」と慕われていた。
「準主役級の脇役」としての印象が強いが、1970年代以降は主演が多く、2時間ドラマの主演も多かった。
石井ふく子・橋田壽賀子が関係する作品に多数起用されたため、「石井ファミリー（橋田組）」の筆頭格と見なされていた。
森光子、杉村春子、山田五十鈴、加藤治子、赤木春恵、菅井きん、麻生美代子、杉山とく子、佐々木すみ江、奈良岡朋子、八千草薫、香川京子、河内桃子、黒柳徹子、草笛光子、池内淳子、若尾文子らと共演が多かった。また、加藤・麻生・八千草・黒柳・池内のほか、三崎千恵子とも交流があった。
和田アキ子や沢田雅美、麻丘めぐみなどは実の娘のように可愛がっていた。
宝塚歌劇団の先輩でもあった乙羽信子とも共演が多く、仲が良かった。
山村聡、森繁久彌、千秋実、三國連太郎、小林桂樹、藤岡琢也とは夫婦役で共演している。
晩年は池内、黒柳の3人で一緒に有料老人介護施設へ入居して隠居生活をしようと約束をしており、のちに夏木陽介も約束に加わった。
『あんたがたどこさ』や『三男三女婿一匹（第2シリーズ）』等で共演した際、傍若無人な振る舞いの和田を叱りつけた。歌手・タレントとして多忙だった和田がドラマの朝10時からのリハーサルに遅刻してしまい、山岡からは「あなたは忙しいんでしょうけど、ドラマは皆で作るのよ!（＝遅刻したら皆に迷惑がかかる）」と烈火の如く叱りつけた。この叱咤によって改心し、山岡を「おっかあ」と呼んで母親のように慕うようになった。

## 評価
演劇評論家の藤田洋も山岡の演技力と存在感を認め、「“お母さん女優”として、温かさと厳しさを併せ持った母親役をうまく演じてきた。」と評した。

## 受賞
- 1968年 - 毎日映画コンクール女優助演賞
- 1970年 - 第7回（1969年度）ギャラクシー選奨（放送批評懇談会）[9]
- 1972年 - テレビドラマ大賞
- 1978年 - 名古屋演劇ペンクラブ賞
- 1981年 - 『近松心中物語』により文化庁芸術祭大賞[1]
- 1990年 - 紫綬褒章
- 1992年 - 第18回菊田一夫演劇賞
- 1993年 - 第2回橋田賞[10]
- 1997年 - 勲四等宝冠章[1]

## 出演作品

### 映画
- やっさもっさ（監督：渋谷実、1953年）
- 雲ながるる果てに（監督：家城巳代治、1953年）
- 旗本退屈男 どくろ屋敷（監督：松田定次、1954年）
- 姿三四郎 第一部（監督：田中重雄、1955年）
- うちのおばあちゃん（監督：春原政久、1955年）
- 三つの顔（監督：井上海次、1955年）
- 未成年（監督：井上海次、1955年）
- 第8監房（監督：阿部豊、1956年）
- 死の十字路（監督：井上海次、1956年）
- 色ざんげ（監督：阿部豊、1956年）
- 火の鳥（監督：井上海次、1956年）
- ニコヨン物語（監督：井上海次、1956年）
- 肉体の密輸（監督：阿部豊、1956年）
- デンスケの宣伝狂（監督：吉村廉、1956年）
- 感傷夫人（監督：堀池清、1956年）
- 若いお巡りさん（監督：森永健次郎、1956年）
- 浮草の宿（監督：鈴木清順、1957年）
- 街燈（監督：中平康、1957年）
- 幕末太陽傳（監督：川島雄三、1957年）
- 九人の死刑囚（監督：古川卓巳、1957年）
- 禁じられた唇（監督：堀池清、1958年）
- 佳人（監督：滝沢英輔、1958年）
- 素晴らしき男性（監督：井上海次、1958年）
- 西銀座駅前（監督：今村昌平、1958年）
- 風速40米（監督：蔵原惟繕、1958年）
- 船方さんよ（監督：小杉勇、1958年）
- これが最後だ（監督：斎藤武市、1958年）
- 蟻の街のマリア（監督：五所平之助、1958年）
- 紅の翼（監督：中平廉、1958年）
- 人形の歌（監督；斎藤武市、1959年）
- にあんちゃん（監督：今村昌平、1959年）
- 打倒（監督：松尾昭典、1960年）
- けものの眠り（監督；鈴木清順、1960年）
- 疾風小僧（監督：西河克己、1960年）
- 十六歳（監督：滝沢英輔、1960年）
- 笛吹川（監督：木下惠介、1960年）
- 赤坂の姉妹より 夜の肌（監督：川島雄三、1960年）
- 無鉄砲大将（監督：鈴木清順、1961年）
- いのちの朝（監督：阿部豊、1961年）
- 青い狩人（監督：井田探、1961年）
- 女は二度生まれる（監督：川島雄三、1961年、筒井圭子役）
- 海峡 血に染めて（監督：鈴木清順、1961年）
- 草を刈る娘（監督：西河克己、1961年）
- 花影（監督：川島雄三、1961年）
- アラブの嵐（監督：中平廉、1961年）
- ある関係（監督：木村恵吾、1962年）
- 人間狩り（監督：松尾昭典、1962年）
- 若い爪あと（監督：中島義次、1962年）
- 若者に夢あり（監督：松尾昭典、1962年）
- しとやかな獣（監督：川島雄三、1962年、前田よしの役）
- 都会の奔流（監督：井田探、1963年）
- 若い東京の屋根の下（監督：斎藤武市、1963年）
- みれん（監督：千葉泰樹、1963年）
- 成熟する季節（監督：斎藤武市、1964年）
- 人生劇場（監督：舛田利雄、1964年）
- 浅草の灯 踊子物語（監督：斎藤武市、1964年）
- ただいま診療中（監督：青柳信雄、1964年）
- 青い性（監督：井上芳夫、1964年）
- 五瓣の椿（監督：野村芳太郎、1964年）
- 青春前期 青い果実（監督：堀池清、1965年）
- 青いくちづけ（監督：井上芳夫、1965年）
- こころの山脈（監督：吉村公三郎、1966年）
- 雁（監督：池広一夫、1966年）
- 湖の琴（監督：田坂具隆、1966年）
- 命果てる日まで（監督：野村芳太郎、1966年）
- 嵐を呼ぶ男（監督：舛田利雄、1966年）
- 星よ嘆くな 勝利の男（監督：舛田利雄、1967年）
- 上意討ち 拝領妻始末（監督：小林正樹、1967年）
- 砂糖菓子が壊れるとき（監督：今井正、1967年）
- 君に幸福を センチメンタル・ボーイ（監督：丸山誠治、1967年、二ノ谷まつ役）
- 眠れる美女（監督：吉村公三郎、1968年）
- 女と味噌汁（監督：五所平之助、1968年）
- カモとねぎ（監督：谷口千吉、1968年）
- 夜の手配師（監督：村山新治、1968年）
- 講門館破門状（監督：井上昭、1968年）
- ザ・テンプターズ 涙のあとに微笑みを（監督：内川清一郎、1969年）
- かげろう（監督：新藤兼人監督、1969年）
- 赤頭巾ちゃん気をつけて（監督：森谷司郎、1970年）
- 海軍特別年少兵（監督：今井正、1972年）
- 青幻記 遠い日の母は美しく（1973年、東和）
- 陽のあたる坂道（監督：吉松安弘、1975年）
- 喜劇 百点満点（監督：松林宗惠、1976年）
- 悪魔の手毬唄（監督：市川崑、1977年、井筒いと役）
- 植村直己物語（監督：佐藤純彌、1986年）
- 次郎物語（監督：森川時久、1987年）
- 善人の条件（監督：ジェームス三木、1989年、清川いさ子役）
- パチンコ物語（監督：辻理、1990年）
- 釣りバカ日誌7（監督：栗山富夫、1994年、田上夏江役）
- 秋桜（監督：すずきじゅんいち、1997年）

### テレビドラマ

#### NHK総合
- 竜舌蘭の誓い（1953年）テレビドラマ初主演
- 氷雨（1959年）
- 連続テレビ小説
  - 娘と私（1961年 - 1962年、麻子役）
  - あかつき（1963年、秋子役）
  - 春よ、来い（1995年、神谷友子役）
- 大河ドラマ
  - 花の生涯（1963年）
- 虹の設計（1964年 - 1966年）
- 銀河テレビ小説
  - 女の一生（1977年、しず役）
- ドラマ人間模様
  - 夫婦（1978年、高村伸枝役）
  - 空き缶のユートピア（1984年）
  - 國語元年（1985年、秋山和津役）
- 玉と砕けず（1987年）
- 水曜ドラマ
  - とっておきの青春（1988年、一子役）
  - 花も実もある（1990年、ユウ役）
- 六畳一間一家六人（1992年）

#### 日本テレビ系
- 悦ちゃん（1956年）
- ダイヤル110番（1958年）
- ありがとうパパ（1977年）
- •パパの結婚（1978年）
- かたぐるまシリーズ（1979〜1982年）
- みんな大好き!（1983年）
- カネボウヒューマンスペシャル 「母ちゃんの黄色いトラック」（1983年2月23日）
- 風の中のあいつ（1984年）
- 年末時代劇スペシャル
  - 忠臣蔵（1985年、スズ役）
  - 白虎隊（1986年、井上とめ子役）
  - 田原坂（1987年、石千代役）
  - 奇兵隊（1989年）
- 火曜サスペンス劇場「女の中の風」（1988年）
- 大根の月（1989年）
- 水曜グランドロマン
  - 「別宅にて急逝」（1989年）
  - 「檀上にて急逝」（1990年）
- 木曜ゴールデンドラマ（よみうりテレビ）
  - いま、いのち満ちて（1981年）
  - 湖の夕映えI（1986年）
  - 母の叫び（1986年）
  - 湖の夕映えII（1987年）
  - 湖の夕映えIII（1988年）
  - 春一番！愛ふたつ（1989年）
  - 老春模様（1990年）
  - 10周年記念特別企画(1) 春うらら、愛三つ（1990年）
  - お姑さんの登校拒否（1990年）
  - 黄昏・旅立ち・二人づれ（1990年）
  - 今年も見せます！鶴は千年、亀は万年（1991年）
  - さらば愛しき人よ（1991年12月5日）
- 新春ドラマスペシャル・鶴は千年、亀は万年（1990年）
- ドラマシティー'92「北海道へいらっしゃい」（1992年、よみうりテレビ）
- 日本一短い母への手紙（1995年）
- 日本テレビ開局45年記念ドラマ・嫁とり婿とり大騒動（1998年・遺作）

#### TBS系
- 『女人連祷』（1958年、紫式部役）
- 松本清張シリーズ・黒い断層
  - 失踪（1960年）
  - 張込み（1960年、さだ子役）
- ただいま11人（1964年 - 1967年）
- 東芝日曜劇場
  - 女と味噌汁（1965年 - 1980年、村井すが役）
  - おんなの家（1974年 - 1993年（日曜劇場の単発ドラマとしての最後の作品）、葵役）
  - 二月の青春（1975年）
  - 十一月の恋（1975年）
  - 春のゆくえ（1976年）
  - ひとり娘（1977年）
  - 1100回記念 愛と人間 第4章「憎」（1978年）
  - 女たち（1978年11月5日、笹原タツ役）
  - 女たちの忠臣蔵（1979年）
  - おふくろ（1980年）
  - 娘の日（1981年）
  - わが町の夏（1981年）
  - 夏の花嫁(1982年）
  - 母の花嫁衣裳（1983年）
  - 結婚式とは（1983年）
  - ねえちゃんの夏（1983年）
  - 愛の桟橋（1984年）
  - 名前はひとつ…（1984年）
  - いざ！兄弟たちよ（1984年）
  - おーい春子（1985年、岩村尚枝役）
  - 予約番号は？（1986年）
  - いざ！いざ女たちよ（1986年）
  - 夏の花嫁（1987年）
  - 男を金にする女（1990年）
  - 結婚のあとさき（1990年）
  - あら、まッ（1992年）
  - 一人ぼっちは怖い（1993年）
- ザ・ガードマン第54話「秘められた愛情」（1966年）
- 半七捕物帳（1966年）
- 大きい目小さい目（1968年 - 1969年）
- 肝っ玉かあさん（1968年 - 1972年、清田八重役）
- 戦国艶物語（1969年）
- 甘柿しぶ柿つるし柿（1969年 - 1970年、ミキ子役）
- ありがとう（1970年 - 1975年） - 四方勝、古山友、志村歌、三友文 役
- あしたからの恋（1970年、谷口常子役）
- みかんきんかん夏みかん（1971年）
- 夕陽カ丘三号館（1971 - 1972年）
- みんなで7人（1972年 - 1973年、長岡正子役）
- 日曜ゴールデンシリーズ 愛といのち（1973年、加納綾役）
- あんたがたどこさ（1973年 - 1975年）
- おんな家族（1974年）
- 家族あわせ（1974年）
- 明日がござる（1975年 - 1976年）
- フライパンの唄　（1975 - 1976年）
- いごこち満点（1976年、青山ハナ役）
- 三男三女婿一匹（1976年 - 1980年）
- 晴れのち晴れ（1977年）
- 家族 (1977年のテレビドラマ)（1977年）
- 今日だけは（1977年）
- やる気満々（1979年）
- 愛（1979年）
- 心（1980年）
- 一人来い二人来いみんな来い（1980年 - 1981年、高村加寿子役）
- 水曜劇場・拳骨にくちづけ（1981年）
- 野々村病院物語（1981年、看護婦長・広島友子役）
- ちょっといい姉妹（1981年 - 1982年）
- さよなら三角またきて四角（1982年）
- 野々村病院物語II（1982年 - 1983年、看護婦長・四方直子役）
- 看護婦日記 パートI（1983年、看護婦長・深井豊子役）
- ザ・サスペンス「虞美人草 まぼろしの愛に果てた紫の女!」（1984年）
- セゾンスペシャル「受胎の森」（1985年）
- TBS開局三〇年記念ドラマ「そして戦争が終った」（1985年、鈴木たか役）
- 好色一代男 世之介の愛して愛して物語（1986年）
- セゾンスペシャル「サーカス村裏通り」（1987年）
- ドラマ特別企画・「妻たちの鹿鳴館」（1988年）
- 渡る世間は鬼ばかり（1990年 - 1997年（1998年、第4シリーズ第1回の第3シリーズの総集編）岡倉節子役、アメリカ旅行に出る形で降板直後に永眠、ニューヨークで客死した設定となる）
- TBS創立四十周年記念番組・源氏物語 上の巻・下の巻（1991年）
- 月曜ドラマスペシャル
  - 「華やかな女たち」（1989年10月2日）
  - 「あにき」（1992年）
- 女の言い分（1994年、西郷蒔子役）
- おかみ三代女の戦い（1995年、久松志津枝役）
- 魔の季節（1995年、渡紀久枝役）
- 金のたまご（1997年、桜井りえ役）

#### フジテレビ系
- 三匹の侍
- にごりえ（1964年）
- 花王名人劇場・人生相談シリーズ(1)〜妾宅・本宅〜（1986年、関西テレビ）
- 新米保母さん奮戦記（1986年）
- 金曜女のドラマスペシャル
  - 「妻が夫を超えるとき」（1986年）
  - 「嫁いびり姑三人旅」（1987年）
- 立体ドラマ5時間 1987年の大晦日「なつかしの20世紀」（1987年）
- 裸の大将放浪記 37「清の湯けむり奮戦記」（1989年12月3日、関西テレビ）- 信代
- 花王ファミリースペシャル「虹が出た!6・待ち人来たる」（1992年、関西テレビ）
- 新春ドラマスペシャル'94・仰げば尊し（1994年）

#### テレビ朝日系
- お気に召すまま（1962年）第15話「友遠方より来たる」
- 嫁・姑やせがまん、ダイエット合戦（1987年）
- はぐれ刑事純情派（1990年）- 遠井キミヨ
- 新春ドラマスペシャル・家族日和'93（1993年1月1日）- 間宮和子
- 失われたとき・女たちの太平洋戦争II（1993年）

### 舞台
- 流水橋

文化庁芸術祭賞、菊田一夫演劇賞を受賞。
- おもろい女※1998年2月日生劇場、山岡の生涯最後の仕事となった。黄疸を化粧で隠して千秋楽まで演じた映像が残されている。
- 雁
- 近松心中物語
- 元禄港歌
- レインボー通りの人びと
- 油屋おこん
- ハムレット
- 鶴亀屋二代
- ナポリの王様
- おしん
- 遙かなり山河
- 櫻姫
- 初蕾
- レティスとラベッジ
- 夫婦
- トーチソングトリロジー
- もず
- 渡る世間は鬼ばかり（複数回上演されていたが、第3シリーズ放送終了後の1997年国際演劇月参加作品東宝現代劇5・6月特別公演「渡る世間は鬼ばかり3」の舞台版まで岡倉節子役を演じており、岡倉節子役を最後に演じたのはテレビではなくこの舞台公演となった）
- 幸福
- かたき同志
- 夢千代日記
- 田川のお仙
- うちのおばあちゃん
- 結婚する手続き
- いくじなし
- 友達

### ラジオ
- 花はもえている（1955年 - 1956年）[11]
- 鏡子の家（1959-1960年）
- 赤い繭（1960年、NHKラジオ第二、NHK-FM実験放送）- 女
- 吼えろ!（1962年、朝日放送）- 座員C 役

### 吹き替え
- アガサ・クリスティー ミス・マープルシリーズ（1984年 - 1992年、NHK、テレビ東京）- ミス・マープル役[12]
- 石の花 (NHK)（魔女〈タマーラ・マカーロワ〉）
- FBIアメリカ連邦警察(TBS)#27（エイミー・デュセット〈コリーン・デューハースト〉）
- 看護婦物語 (NHK)
  - 「白衣の傷あと」（リリアン・パウエル博士）
  - 「死への逃亡」（ボーマン夫人〈ビネカ・リンドフォース〉）
  - 「リリアン，眠らないで」（リリアン・キャロル〈リー・グラント〉）
- 黒水仙(NHK)（アヤ〈メイ・ハラット〉）
- 自殺への契約書（ダニエル・ダリュー）
- ビロードの手袋 (NHK)（マリアン）
- キャサリン・ヘプバーンの吹き替え
  - 大草原
  - アフリカの女王#NHK版
  - 去年の夏 突然に

### 劇場アニメ
- 少年ジャックと魔法使い（1967年、魔女グレンデル役）

### 広告
- ハウス食品「ハウスほんとうふ」
- ニッポンハム「ウイニー」[13]
- キッコーマン
- 日本コカ・コーラ「スプライト」
- ミツカン「すし酢」

## その他
- 東京都出身の人物一覧